# Moorefield (Nebraska)
Moorefield es una villa ubicada en el condado de Frontier en el estado estadounidense de Nebraska. En el Censo de 2010 tenía una población de 32 habitantes y una densidad poblacional de 73,98 personas por km².

## Geografía
Moorefield se encuentra ubicada en las coordenadas 40°41′24″N 100°24′1″O / 40.69000, -100.40028. Según la Oficina del Censo de los Estados Unidos, Moorefield tiene una superficie total de 0.43 km², de la cual 0.43 km² corresponden a tierra firme y (0%) 0 km² es agua.

## Demografía
Según el censo de 2010, había 32 personas residiendo en Moorefield. La densidad de población era de 73,98 hab./km². De los 32 habitantes, Moorefield estaba compuesto por el 100% blancos, el 0% eran afroamericanos, el 0% eran amerindios, el 0% eran asiáticos, el 0% eran isleños del Pacífico, el 0% eran de otras razas y el 0% pertenecían a dos o más razas. Del total de la población el 0% eran hispanos o latinos de cualquier raza.